# Евлашовы
Евла́шевы (Евлашовы) — древний русский дворянский род.
Предок их, Иван Васильевич Евлашев, пожалован вотчиной за Московское осадное сидение (1618). В родословную книгу Московской губернии внесено потомство Василия Ивановича, потомки которого владели поместьями главным образом в Курмышском уезде.
Четыре представителя рода владели населёнными имениями (1699).
Род внесён в VI часть родословных книг Московской и Нижегородской губернии.

## Описание герба
В щите горизонтально разделённом, в верхней части в голубом поле изображена золотая Корона, на поверхности которой виден вылетающий белый Орёл. В нижней части в красном поле между серебряной восьмиконечной Звездой и золотым Полумесяцем, рогами вверх обращённым, положена серебряная Сабля, остриём обращённая в правую сторону.
Щит увенчан дворянскими шлемом и короной. Нашлемник: Орлиное серебряное Крыло. Намёт на щите красный, подложенный золотом. Герб рода Евлашевых внесён в Часть 3 Общего гербовника дворянских родов Всероссийской империи, стр. 66.

## Известные представители
- Евлашев Тимофей Степанович — московский дворянин (1658).
- Евлашев Агей Ефимович — московский дворянин (1671-1677), воевода в Мосальске (1673-1675).
- Евлашев Тимофей Захарьевич — московский дворянин (1681).
- Евлашев Иван Тимофеевич — стольник (1692).
- Евлашев Гавриил Агеевич — стряпчий (1693), воевода в Можайске (1693-1695)[4][2].
- Евлашев Алексей Петрович (1706—1760) — архитектор.